# Sprinteuropamästerskapen i kanotsport 2002
Sprinteuropamästerskapen i kanotsport 2002 anordnades i Szeged, Ungern. 

## Medaljsummering

### Medaljtabell

#### Kanot och kajak
| Pl. | Nation         | Guld | Silver | Brons | Totalt |
| --- | -------------- | ---- | ------ | ----- | ------ |
| 1   | Ungern         | 10   | 7      | 2     | 19     |
| 2   | Ryssland       | 4    | 2      | 4     | 10     |
| 3   | Tyskland       | 3    | 2      | 4     | 9      |
| 4   | Spanien        | 3    | 2      | 2     | 7      |
| 5   | Slovakien      | 3    | 1      | 0     | 4      |
| 6   | Polen          | 1    | 6      | 4     | 11     |
| 7   | Rumänien       | 1    | 3      | 2     | 6      |
| 8   | Sverige        | 1    | 0      | 1     | 2      |
| 8   | Storbritannien | 1    | 0      | 1     | 2      |
| 10  | Italien        | 0    | 2      | 1     | 3      |
| 11  | Tjeckien       | 0    | 1      | 2     | 3      |
| 11  | Bulgarien      | 0    | 1      | 2     | 3      |
| 13  | Norge          | 0    | 0      | 1     | 1      |
| 13  | Litauen        | 0    | 0      | 1     | 1      |

### Herrar
| Gren      | Guld                                                                      | Tid      | Silver                                                                                           | Tid      | Brons                                                                         | Tid      |
| C-1 200m  | Maxim Opalev                                                              | 39,904   | Andrzej Jezierski                                                                                | 40,748   | Sándor Malomsoki                                                              | 40,988   |
| C-1 500m  | Maxim Opalev                                                              | 1:45,614 | Andreas Dittmer                                                                                  | 1:46,826 | Martin Doktor                                                                 | 1:48,038 |
| C-1 1000m | Andreas Dittmer                                                           | 3:58,103 | Maxim Opalev                                                                                     | 3:58,979 | Stanimir Atanasov                                                             | 4:00,893 |
| C-2 200m  | Ungern Miklós Buzál Attila Végh                                           | 36,899   | Tjeckien Petr Netušil Petr Fuksa                                                                 | 36,971   | Rumänien Ionel Averian Mikhail Vartolomei                                     | 37,011   |
| C-2 500m  | Ryssland Sergej Ullegin Alexander Kostoglod                               | 1:38,502 | Rumänien Silviu Simiocencu Florin Popescu                                                        | 1:39,650 | Tyskland Tomasz Wylenzek Christian Gille                                      | 1:40,866 |
| C-2 1000m | Rumänien Florin Popescu Silviu Simiocencu                                 | 3:38,607 | Polen Marcin Kobierski Michał Śliwiński                                                          | 3:38,727 | Ryssland Alexander Kostoglod Sergej Ullegin                                   | 3:38,859 |
| C-4 200m  | Ryssland Sergej Ullegin Maxim Opalev Roman Krugljakov Alexander Kostoglod | 33,854   | Ungern György Kolonics Sándor Malomsoki Gábor Iván László Vasali                                 | 33,866   | Tjeckien Petr Procházka Petr Fuksa Jan Břečka Karel Kožíšek                   | 34,322   |
| C-4 500m  | Ungern Gábor Iván Sándor Malomsoki György Kozmann Béla Belicza            | 1:29,956 | Ryssland Alexei Volkonski Konstantin Fomitjev Alexander Artemida Roman Krugljakov                | 1:30,424 | Rumänien Mikhail Vartolomei Samil Grigore Ionel Averian Iosif Anisim          | 1:30,640 |
| C-4 1000m | Ungern Béla Belicza György Kozmann Ferenc Novák Gábor Iván                | 3:18,790 | Rumänien Ionel Averian Samil Grigore Iosif Anisim Mitică Pricop                                  | 3:20,146 | Ryssland Alexei Volkonski Dmitri Sergeev Konstantin Fomitjev Roman Krugljakov | 3:20,674 |
| K-1 200m  | Ronald Rauhe                                                              | 35,201   | Vince Fehérvári                                                                                  | 35,441   | Romas Petrukanecas                                                            | 35,621   |
| K-1 500m  | Ákos Vereckei                                                             | 1:36,868 | Petar Merkov                                                                                     | 1:36,924 | Jovino Gonzalez Comesana                                                      | 1:37,440 |
| K-1 1000m | Tim Brabants                                                              | 3:34,148 | Adam Seroczyński                                                                                 | 3:34,226 | Lutz Liwowski                                                                 | 3:34,616 |
| K-2 200m  | Ungern Róbert Hegedűs Vince Fehérvári                                     | 32,382   | Tyskland Tim Wieskötter Ronald Rauhe                                                             | 32,546   | Polen Adam Wysocki Marek Twardowski                                           | 32,554   |
| K-2 500m  | Tyskland Tim Wieskötter Ronald Rauhe                                      | 1:26,971 | Ungern Botond Storcz Zoltán Kammerer                                                             | 1:27,047 | Sverige Markus Oscarsson Henrik Nilsson                                       | 1:27,263 |
| K-2 1000m | Sverige Henrik Nilsson Markus Oscarsson                                   | 3:11,931 | Slovenien Róbert Erban Juraj Kadnár                                                              | 3:13,545 | Norge Nils Olav Fjeldheim Eirik Verås Larsen                                  | 3:13,665 |
| K-4 200m  | Slovakien Rastislav Kužel Ladislav Belovič Martin Chorváth Juraj Lipták   | 30,414   | Spanien Manuel Munoz Arestoy Jaime Acuna Iglesias Aique Gonzales Comesana Oier Aranzadi Aizpurua | 30,482   | Ungern István Beé Gábor Horváth Vince Fehérvári Róbert Hegedűs                | 30,518   |
| K-4 500m  | Slovakien Juraj Bača Erik Vlček Michal Riszdorfer Richard Riszdorfer      | 1:19,650 | Ungern Róbert Hegedűs Zsombor Borhi Lajos Gyökös Roland Kökény                                   | 1:20,278 | Italien Andrea Facchin Luca Piemonte Franco Benedini Antonio Rossi            | 1:20,350 |
| K-4 1000m | Slovakien Juraj Bača Richard Riszdorfer Michal Riszdorfer Erik Vlček      | 2:51,446 | Ungern Botond Storcz Roland Kökény Gábor Horváth Zoltán Kammerer                                 | 2:52,748 | Bulgarien Milko Kazanov Ivan Hristov Petar Merkov Jordan Jordanov             | 2:52,754 |

### Damer
| Event     | Gold                                                                                 | Time     | Silver                                                                               | Time     | Bronze                                                                          | Time     |
| K-1 200m  | Teresa Portela Rivas                                                                 | 40,319   | Aneta Pastuszka                                                                      | 40,563   | Rachel Train                                                                    | 41,227   |
| K-1 500m  | Katalin Kovács                                                                       | 1:47,343 | Josefa Idem                                                                          | 1:48,703 | Elżbieta Urbańczyk                                                              | 1:49,963 |
| K1-1000m  | Katalin Kovács                                                                       | 3:55,298 | Josefa Idem                                                                          | 3:57,842 | Katrin Wagner                                                                   | 3:59,432 |
| K-2 200m  | Spanien Sonia Molanes Costa Beatriz Manchón                                          | 37,145   | Polen Joanna Skowroń Aneta Pastuszka                                                 | 37,529   | Ryssland Galina Poryvaeva Natalia Goulii                                        | 37,637   |
| K-2 500m  | Polen Joanna Skowroń Aneta Pastuszka                                                 | 1:37,987 | Ungern Kinga Bóta Szilvia Szabó                                                      | 1:39,087 | Spanien Beatriz Manchón Sonia Molanes Costa                                     | 1:39,795 |
| K-2 1000m | Ungern Kinga Bóta Szilvia Szabó                                                      | 3:38,283 | Polen Aneta Białkowska Joanna Skowroń                                                | 3:39,968 | Tyskland Manuela Mucke Nadine Opgen-Rhein                                       | 3:40,172 |
| K-4 200m  | Spanien Sonia Molanes Costa Beatriz Manchón Teresa Portela Rivas María Isabel García | 34,317   | Ungern Nataša Janić Kinga Bóta Szilvia Szabó Tímea Paksy                             | 34,521   | Ryssland Galina Poryvaeva Marina Iatsun Natalia Goulii Olga Tistjenko           | 35,165   |
| K-4 500m  | Ungern Kinga Bóta Katalin Kovács Szilvia Szabó Erzsébet Viski                        | 1:30,765 | Spanien Teresa Portela Rivas Sonia Molanes Costa Beatriz Manchón María Isabel García | 1:32,049 | Polen Aneta Białkowska Aneta Pastuszka Joanna Skowroń Karolina Sadalska         | 1:33,077 |
| K-4 1000m | Ungern Katalin Móni Tímea Paksy Alexandra Keresztesi Erzsébet Viski                  | 3:21,280 | Rumänien Florica Vulpeș Alina Ciurescu Mariana Ciobanu Lidia Rusanescu               | 3:23,674 | Polen Karolina Sadalska Dorota Kuczkowska Iwona Pyzalska Małgorzata Czajczyńska | 3:26,500 |